# Liste des évêques d'Ilorin
La liste des évêques d'Ilorin recense les noms des évêques qui se sont succédé sur le siège épiscopal d'Ilorin au Nigeria depuis la création de la préfecture apostolique d'Ilorin, le 20 janvier 1960 par détachement du diocèse d'Ondo. La préfecture apostolique est érigée en diocèse d'Ilorin (Dioecesis Ilorinensis) le 29 mai 1969. 

## Est préfet apostolique
- 6 décembre 1960-29 mai 1969 : William Mahony

## Puis sont évêques
- 29 mai 1969-20 octobre 1984 : William Mahony, promu évêque.
- 20 octobre 1984-7 juillet 1990 : John Onaiyekan (John Olorunfemi Onaiyekan), transféré à Abuja.
- 7 juillet 1990-6 mars 1992 : siège vacant
- 6 mars 1992-11 juin 2019 : Ayo-Maria Atoyebi
  - 4 avril 2018-11 juin 2019 :  Paul Adegboyega Olawoore, évêque coadjuteur
- 4 avril 2018-1er janvier 2021:  Paul Adegboyega Olawoore, décédé
- depuis le 8 décembre 2023 : Anselm Pendo Lawani

## Sources
- (en) Fiche du diocèse sur catholic-hierarchy.org